# Akaflieg München Mü 18
München Mü 18 war die Typbezeichnung für den Rumpf des als Gemeinschaftsprojekt mehrerer Akafliegs entstandenen Mess- und Versuchssegelflugzeuges (intern „Meßkrähe“), das als eine Art fliegender Windkanal Erkenntnisse zum Verhalten verschiedener Tragflächenprofile liefern sollte.

## Geschichte
Nach der Machtergreifung wurde die Akaflieg München in Flugtechnische Fachgruppe (FFG) an der TH München bei der Deutschen Versuchsanstalt für Luftfahrt e.V. (DVL) umbenannt und bekam damit auch kriegswichtige Aufträge vom Reichsluftfahrtministerium. Gemeinsam mit der FFG Göttingen, der FFG Danzig und der Flugtechnischen Arbeitsgemeinschaft (FAG) Chemnitz wurde ein Mess- und Versuchsgleiter entwickelt. München baute den Rumpf als Mü 18, Chemnitz einen Tragflügel mit DVL-Profil, Danzig einen mit dem NACA-Profil 2412 und in Göttingen entstand als G 4 ein Laminarflügel. Im Zuge der praktischen Erprobung ab 1942 in Göttingen mussten Rumpf und Höhenleitwerk durch Heinrich Schumacher von der DVL überarbeitet werden.
Das Projekt kam aufgrund des Krieges und des damit verbundenen Ressourcenmangels nur schleppend voran und wurde gegen Ende des Krieges trotz positiver Testergebnisse als kriegsunwichtig eingestuft und eingestellt.

## Konstruktion
Der von der Akaflieg München gefertigte Rumpf bestand aus verschweißten Stahlrohren, die mit Stoff bespannt wurden. Eine Besonderheit der Konstruktion war der drehbar gelagerte Flügel und damit die Möglichkeit, den Anstellwinkel im Flug zu verändern. Der Segler sollte als Sonde an einem Schleppflugzeug eingesetzt werden, um Grenzschichtmessungen durchzuführen und die Druckverteilung über dem Flügel zu messen.